# Bundestagswahlkreis Bamberg
Der Wahlkreis Bamberg (Wahlkreis 235; bis zur Bundestagswahl 2021 Wahlkreis 236) ist seit 1949 ein Bundestagswahlkreis in Bayern. Er umfasst die kreisfreie Stadt Bamberg, die Gemeinden Altendorf, Burgebrach, Burgwindheim, Buttenheim, Ebrach, Frensdorf, Hallstadt, Hirschaid, Lisberg, Pettstadt, Pommersfelden, Priesendorf, Schlüsselfeld, Schönbrunn i.Steigerwald, Stegaurach, Strullendorf und Walsdorf des Landkreises Bamberg sowie die Große Kreisstadt Forchheim und die Gemeinden Dormitz, Effeltrich, Eggolsheim, Hallerndorf, Hausen, Heroldsbach, Hetzles, Igensdorf, Kirchehrenbach, Kleinsendelbach, Kunreuth, Langensendelbach, Leutenbach, Neunkirchen a.Brand, Pinzberg, Poxdorf, Weilersbach und Wiesenthau des Landkreises Forchheim. Der Wahlkreis wurde bei allen bisherigen Bundestagswahlen von den Direktkandidaten der CSU gewonnen.

## Wahlergebnisse

### Bundestagswahl 2025
Zur Bundestagswahl 2025 am 23. Februar wurden 9 Direktkandidaten und 17 Landeslisten zugelassen.
| Kandidaten                               | Kandidaten                     | Parteien/Listen     | Erststimmen | Erststimmen | Zweitstimmen | Zweitstimmen |
| Kandidaten                               | Kandidaten                     | Parteien/Listen     | Stimmen     | %           | Stimmen      | %            |
| ---------------------------------------- | ------------------------------ | ------------------- | ----------- | ----------- | ------------ | ------------ |
|                                          | Thomas Silberhorngewählt im WK | CSU                 | 61.044      | 39,4        | 57.363       | 37,0         |
|                                          | Andreas Schwarz                | SPD                 | 22.569      | 14,6        | 17.554       | 11,3         |
|                                          | Lisa Badum                     | GRÜNE               | 20.762      | 13,4        | 19.474       | 12,6         |
|                                          | Sebastian Körber               | FDP                 | 4.709       | 3,0         | 6.095        | 3,9          |
|                                          | Michael Weiß                   | AfD                 | 28.887      | 18,7        | 29.977       | 19,3         |
|                                          | Jens Herzog                    | FREIE WÄHLER        | 6.174       | 4,0         | 5.462        | 3,5          |
|                                          | Jan Jaegers                    | Die Linke           | 7.914       | 5,1         | 10.111       | 6,5          |
|                                          | –                              | dieBasis            | –           | –           | 500          | 0,3          |
|                                          | –                              | Tierschutzpartei    | –           | –           | 1.166        | 0,8          |
|                                          | –                              | Die PARTEI          | –           | –           | 560          | 0,4          |
|                                          | Lisa Lösel                     | ÖDP                 | 1.009       | 0,7         | 459          | 0,3          |
|                                          | –                              | BP                  | –           | –           | 173          | 0,1          |
|                                          | Tim Reising                    | Volt                | 1.789       | 1,2         | 1.307        | 0,8          |
|                                          | –                              | PdH                 | –           | –           | 121          | 0,1          |
|                                          | –                              | MLPD                | –           | –           | 49           | 0,0          |
|                                          | –                              | BÜNDNIS DEUTSCHLAND | –           | –           | 117          | 0,1          |
|                                          | –                              | BSW                 | –           | –           | 4.566        | 2,9          |
| Gesamt                                   | Gesamt                         | Gesamt              | 154.857     | 100         | 155.054      | 100          |
|                                          |                                |                     |             |             |              |              |
| Ungültige Stimmen                        | Ungültige Stimmen              | Ungültige Stimmen   | 671         | 0,4         | 474          | 0,3          |
| Wähler                                   | Wähler                         | Wähler              | 155.528     | 86,8        | 155.528      | 86,8         |
| Wahlberechtigte                          | Wahlberechtigte                | Wahlberechtigte     | 179.277     |             | 179.277      |              |
|                                          |                                |                     |             |             |              |              |
| Quellen: Die Bundeswahlleiterin, Stimmen |                                |                     |             |             |              |              |

Kursive Direktkandidaten kandidieren nicht für die Landesliste, kursive Parteien treten ohne Landesliste an.

### Bundestagswahl 2021
Zur Bundestagswahl 2021 am 26. September wurden 14 Direktkandidaten und 26 Landeslisten zugelassen. Neben Thomas Silberhorn (CSU), der das Direktmandat errang, wurden auch Andreas Schwarz (SPD) und Lisa Badum (Grüne) über die Landeslisten ihrer Parteien wieder in den Bundestag gewählt.
| Kandidaten                               | Kandidaten                     | Parteien/Listen      | Erststimmen | Erststimmen | Zweitstimmen | Zweitstimmen |
| Kandidaten                               | Kandidaten                     | Parteien/Listen      | Stimmen     | %           | Stimmen      | %            |
| ---------------------------------------- | ------------------------------ | -------------------- | ----------- | ----------- | ------------ | ------------ |
|                                          | Thomas Silberhorngewählt im WK | CSU                  | 54.726      | 37,0        | 49.463       | 33,4         |
|                                          | Andreas Schwarz                | SPD                  | 28.123      | 19,0        | 25.698       | 17,4         |
|                                          | Michael Adam Weiß              | AfD                  | 13.279      | 9,0         | 14.284       | 9,6          |
|                                          | Sven Wilhelm Bachmann          | FDP                  | 9.821       | 6,6         | 14.336       | 9,7          |
|                                          | Lisa Badum                     | GRÜNE                | 22.728      | 15,4        | 21.898       | 14,8         |
|                                          | Jan Jaegers                    | DIE LINKE            | 3.625       | 2,5         | 4.676        | 3,2          |
|                                          | Jens Herzog                    | FREIE WÄHLER         | 8.708       | 5,9         | 9.184        | 6,2          |
|                                          | Lisa Lösel                     | ÖDP                  | 1.287       | 0,9         | 742          | 0,5          |
|                                          | -                              | Tierschutzpartei     | –           | –           | 1.499        | 1,0          |
|                                          | Thomas Dotzler                 | BP                   | 491         | 0,3         | 381          | 0,3          |
|                                          | Paul Mari                      | Die PARTEI           | 1.627       | 1,1         | 1.111        | 0,8          |
|                                          | -                              | PIRATEN              | –           | –           | 514          | 0,3          |
|                                          | –                              | NPD                  | –           | –           | 127          | 0,1          |
|                                          | –                              | V-Partei³            | –           | –           | 149          | 0,1          |
|                                          | –                              | Gesundheitsforschung | –           | –           | 211          | 0,1          |
|                                          | Therese Gmelch                 | MLPD                 | 179         | 0,1         | 50           | 0,0          |
|                                          | –                              | DKP                  | –           | –           | 17           | 0,0          |
|                                          | Sabine Wezel                   | dieBasis             | 2.361       | 1,6         | 2.093        | 1,4          |
|                                          | –                              | Bündnis C            | –           | –           | 105          | 0,1          |
|                                          | –                              | III. Weg             | –           | –           | 108          | 0,1          |
|                                          | -                              | du.                  | –           | –           | 70           | 0,0          |
|                                          | -                              | LKR                  | –           | –           | 23           | 0,0          |
|                                          | -                              | Die Humanisten       | –           | –           | 173          | 0,1          |
|                                          | –                              | Team Todenhöfer      | –           | –           | 319          | 0,2          |
|                                          | -                              | UNABHÄNGIGE          | –           | –           | 262          | 0,2          |
|                                          | Hans-Günter Brünker            | Volt                 | 726         | 0,5         | 575          | 0,4          |
|                                          | Andreas Roensch                | Einzelbewerber       | 114         | 0,1         | –            | –            |
| Gesamt                                   | Gesamt                         | Gesamt               | 147.795     | 100         | 148.068      | 100          |
|                                          |                                |                      |             |             |              |              |
| Ungültige Stimmen                        | Ungültige Stimmen              | Ungültige Stimmen    | 865         | 0,6         | 592          | 0,4          |
| Wähler                                   | Wähler                         | Wähler               | 148.660     | 81,4        | 148.660      | 81,4         |
| Wahlberechtigte                          | Wahlberechtigte                | Wahlberechtigte      | 182.586     |             | 182.586      |              |
|                                          |                                |                      |             |             |              |              |
| Quellen: Die Bundeswahlleiterin, Stimmen |                                |                      |             |             |              |              |

Kursive Direktkandidaten kandidieren nicht für die Landesliste, kursive Parteien sind nicht Teil der Landesliste.

### Bundestagswahl 2017
Zur Bundestagswahl 2017 am 24. September wurden 10 Direktkandidaten und 21 Landeslisten zugelassen.
Neben Thomas Silberhorn (CSU), der das Direktmandat errang, wurden auch Andreas Schwarz (SPD) und Lisa Badum (Grüne) über die Landeslisten ihrer Parteien in den Bundestag gewählt.
| Direktkandidat    | Partei               | Erststimmen in % | Zweitstimmen in % |
| ----------------- | -------------------- | ---------------- | ----------------- |
| Thomas Silberhorn | CSU                  | 42,1             | 38,9              |
| Andreas Schwarz   | SPD                  | 20,4             | 15,6              |
| Lisa Badum        | GRÜNE                | 09,2             | 09,9              |
| Sebastian Körber  | FDP                  | 06,5             | 09,5              |
| Jan Schiffers     | AfD                  | 11,5             | 12,7              |
| David Klanke      | LINKE                | 05,2             | 06,5              |
| Daniela Saiko     | FREIE WÄHLER         | 02,9             | 02,4              |
| –                 | PIRATEN              | 0–               | 00,3              |
| Lucas Büchner     | ÖDP                  | 01,3             | 00,7              |
| Thomas Dotzler    | BP                   | 00,6             | 00,4              |
| –                 | NPD                  | 0–               | 00,4              |
| –                 | Tierschutzpartei     | 0–               | 00,9              |
| Therese Gmelch    | MLPD                 | 00,2             | 00,1              |
| –                 | Büso                 | 0–               | 00,0              |
| –                 | BGE                  | 0–               | 00,1              |
| –                 | DiB                  | 0–               | 00,2              |
| –                 | DKP                  | 0–               | 00,0              |
| –                 | DM                   | 0–               | 00,2              |
| –                 | Die PARTEI           | 0–               | 00,9              |
| –                 | Gesundheitsforschung | 0–               | 00,1              |
| –                 | V-Partei³            | 0–               | 00,2              |

### Bundestagswahl 2013
Neben Thomas Silberhorn (CSU), der das Direktmandat errang, wurde auch Andreas Schwarz (SPD) über die Landesliste der SPD in den Bundestag gewählt.
| Direktkandidat          | Partei       | Erststimmen in % | Zweitstimmen in % |
| ----------------------- | ------------ | ---------------- | ----------------- |
| Thomas Silberhorn       | CSU          | 52,2             | 48,9              |
| Andreas Schwarz         | SPD          | 22,9             | 19,8              |
| Sebastian Körber        | FDP          | 03,4             | 04,8              |
| Wolfgang Grader         | GRÜNE        | 08,2             | 08,9              |
| Wolfgang Böhme          | Die Linke    | 03,5             | 04,1              |
| Robert Streng           | PIRATEN      | 02,4             | 02,3              |
| Sven Diem               | NPD          | 01,3             | 01,3              |
| Franz Hermann Eibl      | AfD          | 03,4             | 04,1              |
| Peter Korbinian Dorscht | Freie Wähler | 02,8             | 02,8              |
|                         | Sonstige     | 0–               | 03,0              |

### Bundestagswahl 2009
Die Bundestagswahl 2009 hatte das folgende Ergebnis. Neben Thomas Silberhorn (CSU), der das Direktmandat errang, wurde auch Sebastian Körber (FDP) über die Landesliste der FDP in den Bundestag gewählt.
| Direktkandidat       | Partei                | Erststimmen in % | Zweitstimmen in % | Bundestagswahl 2005 Zweitstimmen in % |
| -------------------- | --------------------- | ---------------- | ----------------- | ------------------------------------- |
| Thomas Silberhorn    | CSU                   | 49,1             | 44,9              | 50,5                                  |
| Andreas Schwarz      | SPD                   | 20,4             | 15,3              | 23,8                                  |
| Lisa Badum           | Bündnis 90/Die Grünen | 09,2             | 10,6              | 07,7                                  |
| Sebastian Körber     | FDP                   | 10,7             | 13,7              | 09,1                                  |
| Joseph Lorenz        | REP                   | 01,7             | 01,5              | 01,7                                  |
| Heinrich Schwimmbeck | Die Linke             | 06,0             | 06,5              | 03,5                                  |
| Axel Michaelis       | NPD                   | 01,5             | 01,4              | 01,7                                  |
| –                    | PBC                   | 0–               | 00,1              | 00,2                                  |
| Thomas Dotzler       | BP                    | 01,2             | 00,6              | 00,4                                  |
| –                    | PIRATEN               | 0–               | 02,4              | 0–                                    |
| Monika Lamprecht     | unabhängig            | 00,2             | 0–                | 0–                                    |
| –                    | BüSo                  | 0–               | 00,0              | 00,1                                  |
| –                    | FAMILIE               | 0–               | 00,8              | 00,7                                  |
| –                    | MLPD                  | 0–               | 00,0              | 00,1                                  |
| –                    | Die Tierschutzpartei  | 0–               | 00,6              | 0–                                    |
| –                    | CM                    | 0–               | 00,1              | 00,0                                  |

## Wahlkreissieger
| Wahl | Name              | Partei | Erststimmen |
| ---- | ----------------- | ------ | ----------- |
| 2021 | Thomas Silberhorn | CSU    | 37,0 %      |
| 2017 | Thomas Silberhorn | CSU    | 42,1 %      |
| 2013 | Thomas Silberhorn | CSU    | 52,2 %      |
| 2009 | Thomas Silberhorn | CSU    | 49,1 %      |
| 2005 | Thomas Silberhorn | CSU    | 57,4 %      |
| 2002 | Thomas Silberhorn | CSU    | 60,7 %      |
| 1998 | Gerhard Scheu     | CSU    | 54,6 %      |
| 1994 | Gerhard Scheu     | CSU    | 56,8 %      |
| 1990 | Gerhard Scheu     | CSU    | 59,3 %      |
| 1987 | Gerhard Scheu     | CSU    | 64,0 %      |
| 1983 | Gerhard Scheu     | CSU    | 67,3 %      |
| 1980 | Paul Röhner       | CSU    | 66,7 %      |
| 1976 | Paul Röhner       | CSU    | 68,4 %      |
| 1972 | Paul Röhner       | CSU    | 65,2 %      |
| 1969 | Paul Röhner       | CSU    | 64,5 %      |
| 1965 | Paul Röhner       | CSU    | 63,0 %      |
| 1961 | Emil Kemmer       | CSU    | 62,7 %      |
| 1957 | Emil Kemmer       | CSU    | 63,1 %      |
| 1953 | Emil Kemmer       | CSU    | 54,4 %      |
| 1949 | Emil Kemmer       | CSU    | 33,0 %      |

## Wahlkreisgeschichte
| Wahl      | Wahlkreisname | Gebiet |
| --------- | ------------- | --- |
| 1949      | 24 Bamberg    | Stadt Bamberg, alter Landkreis Bamberg, Landkreis Staffelstein |
| 1953–1961 | 219 Bamberg   | Stadt Bamberg, alter Landkreis Bamberg, Landkreis Staffelstein |
| 1965–1972 | 222 Bamberg   | Stadt Bamberg, alter Landkreis Bamberg, Landkreis Staffelstein, Landkreis Höchstadt an der Aisch |
| 1976–1998 | 222 Bamberg   | Stadt Bamberg, vom Landkreis Bamberg die Gemeinden Altendorf, Bischberg, Breitengüßbach, Burgebrach, Burgwindheim, Buttenheim, Ebrach, Frensdorf, Gundelsheim, Hallstadt, Hirschaid, Kemmern, Lisberg, Litzendorf, Memmelsdorf, Oberhaid, Pettstadt, Pommersfelden, Priesendorf, Schlüsselfeld, Schönbrunn, Stegaurach, Strullendorf, Viereth-Trunstadt und Walsdorf, Landkreis Forchheim |
| 2002–2005 | 237 Bamberg   | Stadt Bamberg, vom Landkreis Bamberg die Gemeinden Altendorf, Burgebrach, Burgwindheim, Buttenheim, Ebrach, Frensdorf, Hallstadt, Hirschaid, Lisberg, Pettstadt, Pommersfelden, Priesendorf, Schlüsselfeld, Schönbrunn, Stegaurach, Strullendorf und Walsdorf, vom Landkreis Forchheim die Gemeinden Dormitz, Effeltrich, Eggolsheim, Forchheim, Hallerndorf, Hausen, Heroldsbach, Hetzles, Igensdorf, Kirchehrenbach, Kleinsendelbach, Kunreuth, Langensendelbach, Leutenbach, Neunkirchen a. Brand, Pinzberg, Poxdorf, Weilersbach und Wiesenthau |
| 2009–2021 | 236 Bamberg   | Stadt Bamberg, vom Landkreis Bamberg die Gemeinden Altendorf, Burgebrach, Burgwindheim, Buttenheim, Ebrach, Frensdorf, Hallstadt, Hirschaid, Lisberg, Pettstadt, Pommersfelden, Priesendorf, Schlüsselfeld, Schönbrunn, Stegaurach, Strullendorf und Walsdorf, vom Landkreis Forchheim die Gemeinden Dormitz, Effeltrich, Eggolsheim, Forchheim, Hallerndorf, Hausen, Heroldsbach, Hetzles, Igensdorf, Kirchehrenbach, Kleinsendelbach, Kunreuth, Langensendelbach, Leutenbach, Neunkirchen a. Brand, Pinzberg, Poxdorf, Weilersbach und Wiesenthau |
| 2025–     | 235 Bamberg   | Stadt Bamberg, vom Landkreis Bamberg die Gemeinden Altendorf, Burgebrach, Burgwindheim, Buttenheim, Ebrach, Frensdorf, Hallstadt, Hirschaid, Lisberg, Pettstadt, Pommersfelden, Priesendorf, Schlüsselfeld, Schönbrunn, Stegaurach, Strullendorf und Walsdorf, vom Landkreis Forchheim die Gemeinden Dormitz, Effeltrich, Eggolsheim, Forchheim, Hallerndorf, Hausen, Heroldsbach, Hetzles, Igensdorf, Kirchehrenbach, Kleinsendelbach, Kunreuth, Langensendelbach, Leutenbach, Neunkirchen a. Brand, Pinzberg, Poxdorf, Weilersbach und Wiesenthau |